# Skito Litimba

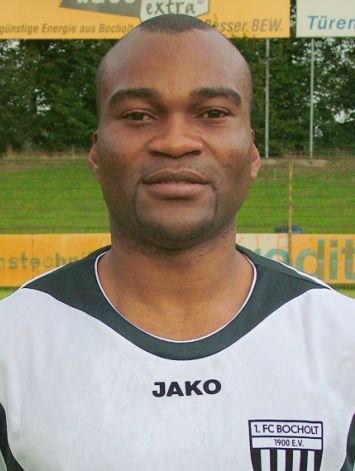
Foto do ex-futebolísta congol3 Skito Litimba.

Skito Litimba (Kinshasa, 7 de Julho de 1977) é um ex-futebolista congolês que jogava de atacante.
Litimba fez parte da seleção congolês campeã da Campeonato Africano 1998.